# Жана-Аул
Жана-Аул (каз. Жаңа ауыл — новое село) — село в Кош-Агачском районе Республики Алтай России. Центр Казахского сельского поселения. Расположено на Чуйском тракте, в 27 км от села Кош-Агач.

## История
Основан в 1986 году казахами, выходцами из села Актал. В 1999 году был открыт музей казахской культуры, а также памятники погибшим в Великой Отечественной войне и жертвам политических репрессий. Музей был основан по инициативе председателя колхоза А. Ж. Джаткамбаева. В 2003 году он стал филиалом Национального музея Республики Алтай.

## Население
| 2010 | 2011 | 2012 | 2013 | 2014 | 2015 | 2016 |
| ---- | ---- | ---- | ---- | ---- | ---- | ---- |
| 992  | ↗995 | ↘879 | ↘876 | ↘863 | ↘829 | ↘796 |

Национальный состав
Согласно результатам переписи 2002 года, в национальной структуре населения казахи составляли 100 % от общей численности населения в 1493 жителей

## Инфраструктура
В селе действуют общеобразовательная школа, детский сад, фельдшерско-акушерский пункт, почта, 4 магазина.